# The Last of the Mohicans (1920)
The Last of the Mohicans is een Amerikaanse avonturenfilm uit 1920 onder regie van Clarence Brown en Maurice Tourneur. Het scenario is gebaseerd op de gelijknamige roman uit 1826 van de Amerikaanse auteur James Fenimore Cooper. Destijds werd de film in Nederland uitgebracht onder de titel De laatste der Mohicanen.

## Verhaal
Alice en Cora Munro zijn de dochters van een Britse officier tijdens de Zevenjarige Oorlog. De twee vrouwen gaan op zoek naar hun vader, maar ze worden al spoedig belaagd door Fransen en indianen. Chingachgook en diens zoon Uncas, de laatste der Mohicanen, schieten de zussen te hulp.

## Rolverdeling
| Acteur             | Personage         |
| ------------------ | ----------------- |
| Wallace Beery      | Magua             |
| Barbara Bedford    | Cora Munro        |
| Alan Roscoe        | Uncas             |
| Lillian Hall       | Alice Munro       |
| Henry Woodward     | Majoor Heyward    |
| James Gordon       | Kolonel Munro     |
| George Hackathorne | Kapitein Randolph |
| Nelson McDowell    | David Gamut       |
| Harry Lorraine     | Hawkeye           |
| Theodore Lorch     | Chingachgook      |
| Jack McDonald      | Tamenund          |
| Sydney Deane       | Generaal Webb     |
| Joseph Singleton   |                   |